# Scrittura e pronuncia del latino

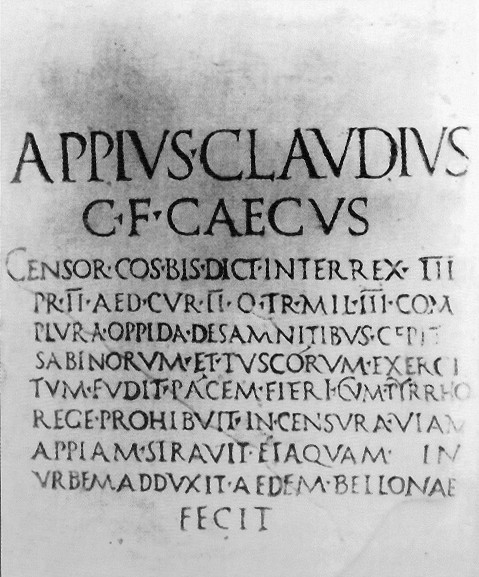
Trascrizione di Appius Claudius Caecus in lettere latine (312 a.C.).

Un alfabeto per il latino fu adottato fin dall'VIII secolo a.C., cioè fin dagli albori della storia di Roma. Come generalmente accade quando un popolo inventa un alfabeto o ne adatta uno "straniero" alle esigenze della propria lingua, c'è un'alta corrispondenza tra grafemi e fonemi, cioè ad ogni lettera corrisponde (esclusi eventuali allofoni) un solo suono.
Questo con tutta probabilità avvenne anche con il latino. L'evoluzione di una lingua, tuttavia, porta il parlato a divergere dallo scritto (si pensi per esempio all'inglese, al gaelico o al francese). Il latino non fu esente dall'evolversi e lo testimoniano alcuni fenomeni fonetici avvenuti nel corso del tempo, in particolare il rotacismo. In generale, queste modifiche nel parlato furono introdotte anche nello scritto (talvolta, come nel caso del rotacismo, con delle apposite leggi), almeno fino all'epoca classica.

## Grafemi
L'alfabeto latino è il sistema di scrittura sviluppato per la lingua latina. I grafemi che costituiscono l'alfabeto del latino sono i seguenti (tra parentesi quelli non usati in epoca classica):
A B C D E F G H I (J) K L M N O P Q R S T (U) V X Y Z
- L'alfabeto originario come è conservato nelle epigrafi non conosceva una distinzione tra lettere maiuscole e minuscole. Esisteva già nel I secolo a.C. una grafia corsiva, dalla quale si sviluppò nella tarda antichità la semionciale, che già presentava lettere abbastanza simili alle odierne minuscole. Dalla semionciale si sviluppò, in epoca carolingia, la scrittura carolina, che può essere considerata la prima vera minuscola non corsiva usata per l'alfabeto latino.
- La lettera V, che aveva doppio valore, vocalico e semiconsonantico (/u/, come in puro, e /w/, come in uomo, tuono), ebbe come minuscola u; in seguito, verso il XVIII secolo, sulla scorta delle scelte tipografiche adottate per i testi in italiano, si scelse di sdoppiare anche nei testi latini V-u in V-v con valore consonantico (vir), e U-u con valore vocalico o semiconsonantico (ubi, quis).[1]
- La lettera J fu introdotta durante il Medioevo, inizialmente come pura variante grafica per la I in fine di parola, poi per indicare il valore semiconsonantico di I (/j/, come in aiuto); ebbe meno fortuna dello sdoppiamento di v e u, tant'è vero che nelle edizioni di testi letterari latini arcaici, classici o tardi (non medievali) non è quasi mai usata la lettera j, mentre la u consonante è segnata con v.

### Formazione ed evoluzione dell'alfabeto latino
L'alfabeto latino deriva da un alfabeto greco occidentale (l'alfabeto greco non era uguale in tutto il territorio ellenico, ma si differenziava da regione a regione, soprattutto per quanto riguarda lettere assenti negli alfabeti più arcaici), probabilmente tramite la mediazione dall'etrusco, o forse direttamente da quello di Cuma, colonia greca nei pressi di Napoli.
Ad ogni modo, l'alfabeto arcaico era lievemente diverso da quello classico, anche per la pronuncia di alcune lettere. Tra le consonanti, le velari presentano una situazione molto interessante.
- C era posta generalmente davanti a E e I, K davanti ad A e alle consonanti, e Q davanti a V e O. Tutt'e tre rappresentavano lo stesso identico fonema, /k/, tant'è vero che con il tempo confluirono nella C, con la sola eccezione della labiovelare scritta QV. La K rimase in qualche sporadica parola (per esempio, in Kalendae, che si trova anche scritto Calendae, e il nome Kaeso), mentre la Q fu mantenuta, come detto, solo davanti alle V che avessero valore semiconsonantico (/w/, come in questus), mentre dinnanzi a quelle vocaliche si pose la generalizzata C (ad esempio cura).
- Pare inoltre certo che C avesse originariamente valore sia sordo sia sonoro (/k/, come in casa, e /ɡ/, come in gas); solo più tardi al valore sonoro venne data una lettera apposita, G. Rimane traccia di ciò in alcune abbreviazioni di nome, come C. per Gaius o CN. per Gnaeus.

Per quanto riguarda le sibilanti, furono investite dal fenomeno del rotacismo.
- Originariamente, l'unica sibilante del latino era /s/ (sorda, come in sarto), resa con la lettera S. Le s intervocaliche, tuttavia, subirono in latino un mutamento (il rotacismo) che le portò man mano ad assumere il fonema /r/. La fase intermedia tra /s/ e /r/ del rotacismo fu /z/ (la s sonora di sbaglio); abbiamo perciò il mutamento /s/ > /z/ > /r/.
- Prima del completamento del rotacismo, quando queste S intervocaliche suonavano /z/, cominciarono a essere scritte Z. Questa lettera occupava il posto dell'attuale G, fra la F e la H (cioè la stessa posizione occupata dalla zeta nell'alfabeto greco arcaico, tra il digamma Ϝ e la eta Η).
- Con il compimento del rotacismo (verso la fine del IV secolo a.C.), il fonema /z/ scomparve totalmente in favore di /r/, che aveva già un suo corrispondente grafema nell'alfabeto, e cioè R. La lettera Z divenne quindi inutile e fu eliminata; il suo posto nella serie alfabetica verrà occupato dalla G, indicante la velare occlusiva sonora /ɡ/.

Per la trascrizione di parole greche (vedi anche più avanti) furono introdotte due lettere che rappresentavano fonemi sconosciuti al latino e che andarono ad occupare la fine della serie alfabetica (da notare il ritorno del simbolo Z, scomparso dopo il rotacismo, seppur come consonante affricata e non più come fricativa).
- Y corrispose alla lettera ypsilon, rappresentante il fonema /y/ (la u francese di bureau).
- Z rappresentò la consonante doppia zeta (/d͡z/, come l'italiano zona).

### Il modo di scrivere
I Romani, come d'altronde anche i Greci, utilizzavano la scriptio continua, cioè non separavano le parole le une dalle altre, se non, a volte, con un puntino medio (ad esempio, NOMENOMEN o NOMEN∙OMEN). Il senso di scrittura, come ben attestato dai reperti archeologici (il Lapis niger, ad esempio), procedette nei primi tempi in senso bustrofedico, per poi stabilizzarsi nel senso sinistra-destra proprio di tutte le lingue europee odierne.
Notevoli esempi di scrittura, anche parietale, sono stati rinvenuti a Pompei e ad Ercolano.

### L'influenza del greco
Dal momento in cui l'antica Roma cominciò ad assorbire aspetti della cultura greca (dal teatro alla poesia alla filosofia), si sentì la necessità di introdurre quei nuovi termini desunti dalla lingua greca che non avessero corrispondenti esatti in quella latina (i cosiddetti grecismi).
L'opera di traslitterazione risultò tutto sommato abbastanza semplice; come già accennato, gli unici fonemi greci che non si ritrovavano in latino erano la ζ zeta e la υ hȳ, i cui grafemi furono direttamente trasportati in latino, e le aspirate (φ phi, θ theta e χ chi), che invece furono rese con la lettera muta corrispondente seguita da h (rispettivamente PH, TH e CH). Anche l'aspirazione ad inizio parola (che in greco non fu segnalata che in epoca tarda con lo "spirito aspro") venne resa con H.
L'alfabeto greco veniva quindi traslitterato: Α > A; Β > B; Γ > G; Δ > D; Ε > E (breve); Ζ > Z; Η > E (lunga); Θ > TH; Ι > I; Κ > C o K; Λ > L; Μ > M; Ν > N; Ξ > X; Ο > O (breve); Π > P; Ρ > R o RH; Σ > S; Τ > T; Υ > Y (o anche, soprattutto inizialmente, V); Φ > PH (inizialmente anche solo P); Χ > CH; Ψ > PS; Ω > O (lunga).
La lettera gamma (Γ) veniva tuttavia traslitterata in N davanti ad altra consonante velare (Γ, Κ, Χ, Ξ), corrispondentemente alla pronuncia greca in quanto prendeva in questa posizione suono nasale (come in vanga); ad esempio, ἄγγελος divenne angelus.
Per quanto riguarda i dittonghi, non tutti vennero traslitterati vocale per vocale; a causa dei mutamenti che già in epoca ellenistica erano avvenuti nella fonetica greca, alcuni dittonghi venivano già pronunciati diversamente da come erano scritti. In particolare, αι venne reso come ae (αἰθήρ passò a aethēr), οι come oe (il prefisso οἰκο- divenne oeco-), ει come ī (Ἡράκλειτος fu reso Hēraclītus) e ου come ū (Οὐρανός divenne Ūrānus). I dittonghi impropri (quelli formati da vocale lunga e iota, che nelle moderne edizioni vengono resi con uno "iota sottoscritto" sotto la vocale) vennero trascritti con la sola vocale lunga, trascurando la i (Ἅιδης divenne Hādēs), tranne che in alcune voci entrate molto presto nel lessico (come ad esempio κωμῳδία, che fu resa, tenendo conto dello iota, in cōmoedia).

## Corrispondenze tra grafemi e fonemi
Nel corso dei secoli, il latino ha subito delle modificazioni e il sistema di lettura che ci è pervenuto è quello usato dall'Alto Medioevo in poi dalla Chiesa e, fino alla nascita delle varie lingue nazionali, anche come lingua ufficiale dei documenti scritti, oltre che della cultura in generale. Questo sistema viene chiamato pronuncia ecclesiastica o scolastica proprio perché divulgato dalla Chiesa; tuttavia questo differisce dal sistema originario della lingua latina.
Linguisti e filologi si sono cimentati nella ricostruzione del sistema fonologico del latino, come avvenne per quella del greco antico; in particolare va ricordato il lavoro dell'umanista Erasmo da Rotterdam nel saggio De recta Latini Graecique sermonis pronuntiatione. Il sistema fonologico ricostruito (noto come pronuncia restituta o classica, facendo così riferimento più alla lettura dell'alfabeto, che alla fonologia stessa della lingua) esiste in varie versioni: in seguito se ne offrirà un quadro più dettagliato e una variante più semplificata, normalmente accettata come standard nelle università europee.
La pronuncia insegnata nella maggior parte delle scuole europee corrisponde alla restituta, mentre in Italia viene generalmente utilizzata la pronuncia ecclesiastica, che ha una tradizione legata al cattolicesimo e tende anche ad una maggiore simiglianza con la fonetica della lingua italiana.

### La sillabazione
Ai fini dell'accentazione è necessario dividere correttamente le sillabe di una parola. Di seguito le regole generali:
- Due consonanti si separano sempre, anche nel caso della cosiddetta s impura italiana e delle consonanti che trascrivono due suoni: tem-pes-tas, dic-si (<dixi), ho-rid-son (<horizōn). Nel caso di gruppi di più di due consonanti solo l'ultima si separa: mics-ti-o (<mixtiō). Unica eccezione è il caso della cosiddetta muta cum liquida (consonante occlusiva+l/r): pa-tris, sa-crus, prae-clā-rus, ma-gis-tra. Anche il gruppo f+liquida ha un comportamento simile: ad-flā-tus. Anche i gruppi SC e GN, dato che rappresentano entrambi due suoni, si separano: pis-cis, ig-nis.
- Due vocali formano sillaba solo nel caso dei dittonghi; in tutti gli altri casi si separano: cor-nu-a, e-ō-rum, po-ē-ta (<poëta, grecismo), a-ēr (<aër, grecismo). In particolare, da notare che la i fra consonante e vocale non si consonantizza e forma quindi sillaba a sé: Iū-li-us, mix-ti-ō, au-di-ō, en-chi-ri-di-on. Il gruppo TI atono si divide dalla vocale successiva anche quando suona /t͡sj/ nella pronuncia ecclesiastica: ius-ti-ti-a; l'assibilazione, e quindi anche la consonantizzazione della i che l'ha causata fondendo le due sillabe, risale al II secolo d.C.[2]
- Il gruppo QV, che si trova sempre davanti a vocale, si lega alla vocale seguente: e-qui, quin-que.
- Il gruppo GV è labiovelare sonora (e si lega quindi alla vocale seguente) solo se è preceduto da N: pin-guis, an-guis. In caso contrario fa sillaba a sé: ec-si-gu-i-tās.[3]
- Le consonanti aspirate si comportano come una sola lettera: a-thlē-ta, ma-chi-na, tri-um-phus.
- Il grafema I rappresenta una consonante solo quando si trova ad inizio di parola (Iū-li-us~Jū-li-us, ia-nu-a~ja-nu-a) o fra due vocali; in questo ultimo caso, dato che la I è pronunciata lunga, si comporta come una consonante doppia e quindi si divide fra le due sillabe: ej-jus (<eius), huj-jus (<huius), aj-jō (<aiō).[4] Nei grecismi è invece spesso, soprattutto in poesia, vocalica, perché il greco non conosce la semiconsonante palatale: I-ū-lus (Ïūlus, da non confondersi con Jūlius).[5]
- La lettera H intervocalica (di fatto muta) non ha effetti sulla sillabazione;[4] per convenzione grafica, in quanto consonante intervocalica, può unirsi alla vocale che la segue: ve-hō, ni-hil (o anche semplicemente nīl, forma attestata), co-hors.
- I composti si dividono prima nei costituenti,[6] che in seguito, se polisillabici, si divideranno in sillabe: con-iunx (con+rad. iung-), de-stru-ō (de+struō), sub-e-ō (sub+eō), ex-e-ō (ex+eō), ob-lā-tus (ob+lātus). Ovviamente può anche capitare che la divisione sillabica e quella dei costituenti coincidano: con-tin-go (con+tango, con apofonia), ad-fe-rō (ad+ferō).

### Le quantità vocaliche e sillabiche
Le cinque vocali latine (a, e, i, o, u, più la y greca) possono essere sia lunghe, soprassegnate nella trascrizione moderna con il diacritico ˉ (ā /aː/, ē /eː/-/εː/, ī /iː/, ō /oː/-/ɔː/, ū /uː/, ȳ /yː/), sia brevi, soprassegnate con ˘ (ă /a/; ĕ /e/-/ε/; ĭ /i/; ŏ /o/-/ɔ/; ŭ /u/; y̆ /y/). Se una vocale può essere sia lunga sia breve, si dice ancipite o bifronte. I dittonghi (che in latino classico erano solo discendenti, costituiti da vocale+semivocale, come au, ae e oe) sono sempre lunghi; se due vocali accostate che normalmente sono dittongo non lo formano, si pone sulla seconda vocale la dieresi (se ae e oe sono dittonghi, non lo sono aë e oë che sono generalmente derivati dal greco) e ciascuna delle due vocali avrà una propria quantità.
Le sillabe si dicono aperte se terminano per vocale o dittongo, chiuse se terminano per consonante.
Nella metrica latina la quantità di una sillaba non corrisponde sempre a quella del suo nucleo vocalico:
Sillaba breve: una sillaba è breve solo se è aperta e la vocale è breve. Esempio: tĭbĭ (tĭ-bĭ) è composto da due sillabe brevi.
Sillaba lunga: la sillaba lunga ha due realizzazioni.
- Sillaba aperta con vocale lunga o dittongo: vītă (vī-tă) è composto da una sillaba lunga e una breve.
- Sillaba chiusa, a prescindere dalla quantità della vocale: pĭscēs (pĭs-cēs) è composto da due sillabe lunghe.

Spesso, quando si parla di sillaba chiusa con vocale breve (quindi una sillaba lunga) si dice che la vocale è lunga "per posizione". In realtà, "posizione" è in questo caso un'errata traduzione di positio, che significherebbe invece convenzione: non è infatti la vocale che si allunga, ma la sillaba, che, a causa della somma della vocale con l'elemento consonantico finale, era percepita come lunga.

### L'accento
Non è chiaro se il latino possedesse un accento di tipo musicale (come nel greco antico e probabilmente nel protoindoeuropeo) o di tipo tonico-dinamico (come nelle moderne lingue neolatine). Le lingue italiche, di cui fa parte il latino, avevano un accento intensivo fisso sulla prima sillaba. Si ritiene che il latino avesse sviluppato indipendentemente un accento musicale a tono unico (di elevazione della voce), che durante l'evoluzione della lingua si mutò in accento tonico.
L'accento latino, quale che sia la sua natura, segue tre regole fondamentali:
- legge della baritonesi: l'accento di parole plurisillabiche non cade mai sull'ultima sillaba; vi è però qualche apparente eccezione, costituita da parole troncate: parole con l'enclitica -ce troncata in -c (illìc, illùc, illàc, istìc, istùc, istàc) o con l'enclitica -ne troncata in -n (tantòn); due nominativi della terza declinazione, Arpinàs e Samnìs (che formano gli altri casi dai temi Arpināt- e Samnīt-); alcuni perfetti contratti, come fumàt e audìt (da fumā(vi)t e audī(vi)t);[8]
- legge della terzultima: l'accento non cade mai oltre la terzultima sillaba;
- legge della penultima: in parole con almeno tre sillabe, se la penultima sillaba è lunga avrà l'accento; se essa è breve, l'accento cadrà sulla terzultima.

In pratica, quindi, per le parole con meno di tre sillabe il problema non si pone. In quelle di più di due sillabe, invece, l'accento può cadere solo sulla terzultima e penultima sillaba e la quantità di quest'ultima è il discrimine tra le due opzioni. Ad esempio, roris si accenterà senza dubbio ròris; recrĕo, la cui penultima sillaba è la e breve, si leggerà rècreo; pensitātor, la cui penultima sillaba contiene una vocale lunga, si leggerà pensitàtor; superfundo ha la penultima sillaba chiusa, quindi lunga, e sarà letto superfùndo.
Bisogna tuttavia tenere presente che le particelle enclitiche (-que, -ve, -ne, -dum, -pte, -ce, -dum) attirano l'accento sulla sillaba che le precede (di fatto l'ultima della parola cui si legano), sia essa breve o lunga. Ad esempio, marĕque si leggerà marèque, anche se la penultima sillaba della parola complessiva è breve; questo fenomeno si chiama accento d'ènclisi. Può anche capitare che, sebbene una parola porti una particella enclitica, l'accento venga calcolato sulla penultima sillaba reale e l'intera parola considerata un'unica entità: è il fenomeno dell'epèctasi. A causa dell'epectasi possono quindi formarsi coppie come itàque (ită + que: "e così") e ìtăque ("pertanto"). Nel secondo caso, la sensibilità dei parlanti aveva perso coscienza delle due componenti, considerando la parola come una nuova entità a sé e risemantizzandola.

## La pronuncia classica orestituta
Il modo di leggere il latino così come era giunto fino al XX secolo (soprattutto nel contesto scolastico ed ecclesiastico) mostrava diverse divergenze dalla relazione "ad ogni grafema un fonema"; ciò spinse ad avviare una ricerca approfondita su quale potesse essere l'effettiva pronuncia originaria del latino.
La pronuncia nota come restituta è frutto del lavoro di glottologi, linguisti e filologi che, a partire dalla fine del XIX secolo, hanno tentato di ricostruire, sulla base di studi comparati con altre lingue antiche o dei (pochi) indizi che possono giungere dalla trattatistica di epoca classica, la pronuncia originale dei Romani di quel periodo.

### Vocali
|                 | Anteriori   | Anteriori | Centrali | Posteriori |
| Non arrotondate | Arrotondate |           | Centrali | Posteriori |
| --------------- | ----------- | --------- | -------- | ---------- |
| Chiuse          | iː          | yː        | (ɨ) (ʉ)  | u:         |
| Quasi chiuse    | ɪ           | ʏ         |          | ʊ          |
| Medie           | eː          |           | ɐ        | o:         |
| Medie           | ɛ           | ɔ         | ɐ        |            |
| Aperte          |             |           | a:       |            |

È opinione di vari studiosiche, in epoca classica, la pronuncia delle vocali postulasse una differenza tra lunghe e brevi. La pronuncia restituta ripropone questa distinzione.
A
ă [ɐ] (come nel tedesco Theater);
ā [aː] (lunga come in lago);
E
ĕ [ɛ] (la e aperta breve di ecco);
ē [eː] (la e chiusa lunga di bere);
I
ĭ [ɪ] (la i dell'inglese big o tedesco mit, a metà tra le italiane e ed i); se in principio di parola o fra due vocali (in quest'ultimo caso è pronunciato lungo) si consonantizza in /j/ (come in iena);
ī [iː] (lunga come in fine);
O
ŏ [ɔ] (la o aperta breve di occhio);
ō [oː] (la o chiusa lunga di ora);
V
ŭ [ʊ] (come nell'inglese put o tedesco Bund); si consonantizza in /w/ se in principio di parola o fra due vocali;
ū [uː] (lunga come in lupo).
Y (solo nei grecismi; fu sempre considerata una lettera straniera)
y̆ [ʏ] (simile a [ɪ], ma arrotondata);
ȳ [yː] (come il francese bureau, o la ü tedesca lunga).
Da notare che nei fonemi della ''e'' e della ''o'' le brevi sono aperte e le lunghe chiuse, a differenza del greco dove le brevi ε ed ο sono chiuse e le lunghe η ed ω sono aperte. 
È inoltre possibile (ma tutt'altro che certo) che ove ci fosse nella scrittura un'oscillazione tra la ''i'' e la ''u'' (come in ''maxumus''/''maximus'' od "optumus/optimus"), vi fosse la presenza di un suono simile ai fonemi della ''y'', questo fenomeno fonetico era noto ai grammatici Romani come sonus medius.

#### Dittonghi
I dittonghi classici sono quattro:
Nella scrittura del latino antico, AE ed OE erano scritti rispettivamente come AI ed OI.
AV: [ɐʊ̯];
AE: [ɐɛ̯] o anche [ɐɪ̯];
OE: [ɔɛ̯] o anche [ɔɪ̯];
EV: [ɛʊ̯].
Ad essi vanno aggiunte due coppie di vocali probabilmente dittongatesi con il passare del tempo, e il dittongo greco yi:
EI: [ɛɪ̯];
VI: [ʊɪ̯];
YI: [ʏɪ̯].

### Consonanti
|               | Bilabiali | Labio-dentali | Dentali/ Alveolari | Post-alveolari | Palatali | Velari | Glottidali | Aspirate | Labiovelari |
| ------------- | --------- | ------------- | ------------------ | -------------- | -------- | ------ | ---------- | -------- | ----------- |
| Nasali        | m         |               | n~n̪                |                |          | (ŋ)    |            |          |             |
| Occlusive     | p b       |               | t d                |                | (c) (kʲ) | k g    |            | kʰ tʰ pʰ | kʷ gʷ       |
| Affricate     |           |               |                    | d͡z             |          |        |            |          |             |
| Fricative     | (ɸ)       | f             | (θ)                | s (z)          |          | (x)    | h          |          |             |
| Vibranti      |           |               | r                  |                |          |        |            |          |             |
| Laterali      |           |               | l                  |                |          | (ɫ)    |            |          |             |
| Approssimanti |           |               |                    |                | j        |        |            |          | w           |

B: rappresenta la consonante occlusiva bilabiale /b/ (come nella lingua italiana), a meno che non sia intervocalica, nel qual caso si spirantizza in /β/ (una /b/ fricativa, che diventò /v/ in molte lingue romanze). Esempi: bīnī /ˈbiː.niː/; laudābās /lɐʊ̯ˈdaːβaːs/; arbor /ˈɐr.bɔr/.
C: rappresenta l'occlusiva velare sorda /k/ (C di casa) suono che, a differenza delle lingue romanze, persiste anche davanti alle vocali E ed I; forse palatalizzata prima di e ed i nel sermo vulgaris (/c/ come in chiesa in una pronuncia non sorvegliata, suono palatale da non confondere con la pronuncia palatizzata dell'italiano, cielo, /t͡ʃ/. Quest'ultimo suono era sconosciuto e non esistente in latino). Prima di generalizzarsi scriveva l'occlusiva velare sorda solo davanti alle vocali palatali (e ed i); inoltre, prima dello sviluppo della lettera G, trascriveva anche l'occlusiva velare sonora, uso rimasto nell'abbreviazione dei nomi.
- Esempi: canēs /ˈkɐ.neːs/; cinis /ˈkɪ.nɪs/ o [ˈcɪ.nɪs]; licet /ˈlɪ.kεt/ o [ˈlɪ.cεt].

D: rappresenta la consonante dentale /d/. Esempi: dōnō /ˈdoː.noː/, in posizione intervocalica può diventare /ð/ (come in spagnolo).
F: rappresenta la fricativa labiodentale sorda /f/. Esempi fīnēs /ˈfiː.neːs/.
G: rappresenta l'occlusiva velare sonora /ɡ/ (come in gabbia), suono che, a differenza delle lingue romanze persisteva anche davanti alle vocali E ed I; diventa labiovelarizzata davanti a V /w/; forse palatalizzata prima di e ed i nel sermo vulgaris ([ɟ] come in ghiaccio in una pronuncia non sorvegliata, suono palatale da non confondere con l'affricata presente in gelo, /d͡ʒ/). In posizione Intervocalica si alternava probabilmente a [ɣ].
- Esempi: guttur /ˈɡʊt.tʊr/; languor /ˈlɐŋ.ɡwɔr/; piget /ˈpɪ.ɡɛt/ o [ˈpɪ.ɟɛt], ego /eːɡɔː/ od [eːɣɔː]

H: trascrive la consonante aspirata /h/, pronunciata solo in principio di parola; all'interno di parola non era già più pronunciata in epoca preletteraria, come ci rivelano fenomeni coarticolatori non impediti dalla sua presenza. Storicamente veniva anche aggiunta senza criterio come ipercorrettismo dalle classi meno istruite, specialmente nelle parole di origine greca e nei digrammi. Secondo Sidney Allen la H intervocalica poteva essere pronunciata sonorizzata, ma già durante l'epoca classica era in via di eliminazione in tutte le posizioni nel latino colloquiale - anche se in principio di parola tendeva a essere più stabile - e resisteva soprattutto fra i parlanti colti. Esempi: haud /hɐʊ̯d/; nihil /ˈniːɫ/ o /ˈnɪɦɪɫ/.
I semiconsonatica: /j/ (come in pieno, iodio, Caio). Si trova ad inizio di parola e fra due vocali; fra due vocali è pronunciata lunga (come testimoniano Quintiliano e Velio Longo, Cicerone preferiva per questo scriverla doppia). Esempi: Iūlius /ˈjuː.lɪ.ʊs/, eius /ˈɛj.jʊs/, huius /ˈhʊj.jʊs/. Contrariamente all'italiano, fra consonante e vocale è pronunciato vocalico perché due vocali contigue, ad eccezione dei dittonghi, non fanno sillaba (Iūlius è sillabato Iū-li-us). L'uso del grafema "J" per la semiconsonante era sconosciuto all'ortografia latina classica, ed è stato introdotto nel '500 da Pierre de la Ramée; nei manoscritti medievali, d'altra parte, i grafemi "I" e "J" trascrivevano sia la semiconsonante sia la vocale.
K: rappresenta l'occlusiva velare sorda, come C. Il suo uso, risalente al latino arcaico, è limitato a poche parole che la contenevano, come Kalendae, il prenome Kaesō, Karthāgō e l'abbreviazione MERK (per mercātus), in quanto presto si generalizzò l'uso della C. In origine scriveva l'occlusiva velare sorda davanti alla vocale A e alle consonanti, anche se in epoca classica, secondo Quintiliano, era ritenuta già una lettera arcaica ed eccedente, in quanto la C a quel tempo aveva pronuncia eguale davanti a tutte le vocali.
L: alcune testimonianze (fra cui Plinio il Vecchio) ci informano dell'esistenza di due tipi di L in latino:
- uno descritto come exīlis, che corrisponde a una laterale alveolo-dentale /l/ (come in italiano), quando la L è iniziale di sillaba o intervocalica,
- uno descritto come pinguis o plēnus, che corrisponde alla laterale velarizzata /ɫ/, che è /l/ ma in posizione velare anziché alveolare  (presente in inglese, come nella parola "full" [fʊɫ], catalano e in russo davanti a consonante e in fine di parola).

La distribuzione delle due L è la stessa che si ritrova nell'inglese moderno. Nel latino arcaico sembra che la forma pinguis si realizzasse anche davanti alle vocali posteriori (a, o e u), come dimostrano parole come volō (dal tema vel-) e famulus (cfr. famīlia), in cui la forma pinguis, creatasi da un'originaria exīlis a contatto con le vocali posteriori delle desinenze, avrebbe attirato nella pronuncia velare le vocali palatali.
M: è la normale /m/, ma in fine di parola probabilmente scompare lasciando nasalizzazione e allungamento alla vocale che la precede (il che non è escluso accadesse anche all'interno di una parola se m era l'ultimo elemento di una sillaba chiusa). Questo è testimoniato non solo dalla scomparsa delle m finali nelle lingue romanze, ma anche dalla possibilità - in poesia già preclassica - di sinalefe tra parola terminante in vocale+m e parola iniziante per vocale (tantum illud, ad esempio, poteva essere letto /tɐnˈtwɪllʊd/). Esempi: mālō /ˈmaː.loː/; Rōmam /ˈroː.mɐm/ o /ˈroː.mã/.
N: il suo suono principale è /n/, che però si presenta solo davanti a consonante alveodentale (/t/, /d/, /s/, /l/, /r/) o a vocale, altrimenti (anche se si trova in fine di parola e la lettera seguente è l'inizio di un'altra) utilizza allofoni: se davanti a velare (/k/, /ɡ/) si velarizza in /ŋ/ (come lingua); se davanti a labiodentale (/f/) si labiodentalizza in /ɱ/ (come anfibi); se (solo in fine di parola) seguita da bilabiale (/m/, /b/, /p/) si bilabializza in /m/; se davanti a palatale (/c/, /ɟ/, /j/) si palatalizza in /ɲ/ (come gnomo). È possibile che scomparisse con nasalizzazione e allungamento della vocale precedente se si presentava come ultimo elemento di una sillaba chiusa. Esempi: nāvis /ˈnaː.wɪs/; coniunx /ˈkɔɲ.jʊŋks/; vincō /ˈwɪŋ.koː/; infīnitās /ɪɱˈfiː.nɪ.taːs/; incīdō /ɪŋˈkiː.doː/ o /ɪɲˈciː.doː/.
P: normale /p/. Esempi pecus /ˈpɛ.kʊs/; Appius /ˈɐp.pɪ.ʊs/.
Q: si trova solo del digramma QV (vedi sotto). In origine scriveva l'occlusiva velare sorda davanti a o e u.
R: normale /r/ presente anche come monovibrante /ɾ/. Esempi: rosa /ˈrɔ.sɐ/.
S: normalmente /s/ (sorda, come in sole), ma /z/ (sonora, come in rosa) se seguita da consonante sonora (/b/, /d/, /ɡ/, /m/, /n/). Esempi: sōl /soːɫ/; Lesbos /ˈlεz.bɔs/.
T: rappresenta la consonante occlusiva dentale sorda  /t/. Esempi: taurus /ˈtɐʊ̯.rʊs/.
V  rappresenta la variante consonantica di /u/, ossia l'approssimante labiovelare /w/, come in uovo, o forse anche fricativa sonora /β/ (poi passata al /v/ del latino medievale). Esempi: vīna /ˈwiː.nɐ/ o /ˈβiː.nɐ/.
X: è la doppia consonante /ks/. Esempi: taxus /ˈtɐk.sʊs/.
Z: originariamente rappresentava la fricativa alveolare sonora, finché non scomparve intorno al III secolo a.C. per via del rotacismo, ed eliminata dall'alfabeto latino (originariamente occupante il posto della G), nel I secolo a.C. invece venne importata come pronuncia dal greco, la consonante affricata /d͡z/ (come in zona), oppure la sibilante sonora /z/. Esempi horizōn /hɔˈrɪd.zoːn/ o /ˈhɔ.rɪ.zoːn/. Ai fini della sillabazione, questa lettera, se pronunciata affricata, scinde i due costituenti: horizon ho-rid-zon. A causa di questo, nel caso la Z si trovi fra le ultime due sillabe, se la vocale della penultima sillaba è breve l'accento si sposta a seconda della pronuncia: ho-rìd-zōn (affricata; in questo caso penultima sillaba lunga), hò-rĭ-zōn (fricativa; in questo caso penultima sillaba breve).
Per quanto riguarda alcuni digrammi:
- PH: originariamente un'occlusiva aspirata /pʰ/ (una /p/ aspirata), per trascrivere la φ greca; passò probabilmente, come anche nel greco, a /ɸ/ (una p "soffiata") e poi a f. Esempi: philosophia /pʰɪ.lɔˈsɔ.pʰɪ.ɐ/, poi /ɸɪ.lɔˈsɔ.ɸɪ.ɐ/; Sapphō /ˈsɐp.pʰoː/, poi /ˈsɐɸ.ɸoː/.
- TH: originariamente un'occlusiva aspirata /tʰ/ (una /t/ aspirata), per trascrivere la θ greca; è difficile capire se divenne la fricativa /θ/ (come in think) come nel greco tardo, oppure se perse l'aspirazione divenendo semplice /t/, come appare più probabile visto l'esito nel latino ecclesiastico. Esempi: thēsaurus /tʰeːˈsɐw.rʊs/, poi forse /θeːˈsɐw.rʊs/.
- CH: originariamente un'occlusiva aspirata /kʰ/, per trascrivere la χ greca; è anche qui poco chiaro se si fricativizzò in /x/ (come ach tedesco) o se direttamente perse l'aspirazione divenendo /k/. Esempi: Chaos /ˈkʰɐ.ɔs/, poi forse /ˈxɐ.ɔs/. Il linguista Sidney Allen afferma che non è possibile giustificare la pronuncia fricativa dei digrammi TH e CH nel latino classico, soprattutto raffrontandoli col greco (ricordiamo che PH, CH e TH si trovano solo nei grecismi, veri o presunti come ad esempio pulcher, di cui si ritrova infatti anche la variante pulcer, che i Latini avevano erroneamente fatto risalire a πολύχρους "variopinto"[39]), nel quale le lettere corrispondenti si fricativizzarono solo qualche secolo dopo.[40]
- SC: le due lettere sono sempre pronunciate separate, anche prima delle consonanti palatali; per questo motivo, se si trovano all'interno di parola, nella sillabazione si troveranno sempre in sillabe diverse. Esempi pisces /ˈpɪs.keːs/, scelus /ˈskɛ.lʊs/, sciō /ˈskɪ.oː/, nōscō /ˈnoː.skoː/. È probabile che prima delle vocali palatali la C si palatalizzasse: piscēs /ˈpɪs.ceːs/, sciō /ˈscɪ.oː/.
- GN: è possibile che la g si assimilasse nasalizzandosi in /ŋ/;[38] verrebbe letto perciò /ŋn/ invece di /ɡn/ (il suono palatale /ɲ/ che si ritrova nel latino ecclesiastico è una via di mezzo tra la nasale dentale e quella velare); è anche possibile che la g sia andata perdendosi, come dimostra per esempio la grafia nōscō per gnōscō (da cui l'italiano conoscere, da co+(g)noscere).
- GM: come in gn, anche qui è possibile la nasalizzazione di g; tegmen verrebbe perciò letto /ˈtɛŋ.mɛn/.
- GV: è labiovelare sonora solo se preceduta da N: anguis /ˈɐŋ.ɡʷwɪs/. In caso contrario, fa sillaba a sé: exiguitās /ɛk.sɪˈɡʊ.ɪ.taːs/.[3]
- QV: labiovelare sorda, come in italiano. Tuttavia, nel gruppo -QVV- (come in equus, sequuntur) la pronuncia oscillava fra due tendenze, una colta e una popolare: il ceto colto pronunciava -QVO- (equŏs, sequŏntur. Nella declinazione non c'è pericolo di confusione fra il nominativo singolare e l'accusativo plurale perché la quantità della o li mantiene separati: nom. equŏs, acc. equōs), il popolo invece -CV- (ecus, secuntur). La grafia -QVV- è soltanto un compromesso grafico fra le due pronunce e per analogia con il resto della flessione (equus come equi, sequuntur come sequitur).[41] Ai fini della sillabazione, il gruppo -QV- si lega sempre alla vocale seguente (e-quos, quis, qua-lis).[3]
- NS: qui la N tendeva a cadere o si riduceva a una leggera appendice nasale prima della S facendo allungare per compenso la vocale precedente: spōnsa /ˈspoː.sɐ/ o /ˈspoõ̯ⁿ.sɐ/.[42]
- VV: se è atono, era pronunciato /wɔ/: parvus /ˈpɐr.wɔs/, vīvunt /ˈwiː.wɔnt/. È una grafia postclassica (trascrive la sequenza vu /vu/ con lo stesso simbolo per entrambi i suoni, in quanto l'introduzione dei simboli v e U, come anche di J, menzionata sopra, si deve a Pierre de la Ramée): in origine si scriveva VO, come si pronunciava.[43] Quando il primo elemento fa parte di una sillaba accentata, la prima è vocale e fa parte della prima sillaba, la seconda è semiconsonante e fa parte della seconda sillaba: ūva /ˈuː.wɐ/, iuvenis /ˈjʊ.wɛ.nɪs/; è probabile che in questa realizzazione la semiconsonante diventasse una fricativa bilabiale (vedi sopra, descrizione di V): ūva /ˈuː.βɐ/, iuvenis /ˈjʊ.βɛ.nɪs/

#### L'assimilazione delle consonanti
La pronuncia scientifica tiene conto delle possibili mutazioni che le consonanti possono avere le une vicine alle altre.
Le consonanti sonore b e d, qualora fossero seguite da consonante non sonora, diverrebbero le corrispettive sorde p e t (assimilazione parziale). In particolare, alcuni nominativi di nomi con tema in b della terza declinazione presenterebbero questa assimilazione: nubs, ad esempio, sarebbe letto (in trascrizione fonetica larga) /nups/ (questo accade in modo più trasparente con i temi in g, che presentano al nominativo una x, cioè k+s, e non g+s; inoltre, questo fenomeno avviene chiaramente in greco, dove i nominativi sigmatici dei temi in p e b presentano in ambo i casi la lettera psi, indicante /ps/). Altri esempi intercorrono anche tra parole distinte: ad portum sarebbe /ɐtˈpɔr.tʊm/, sub ponte /sʊpˈpɔn.tɛ/, obtulistī /ɔp.tʊˈlɪs.tiː/.
Per le tre preposizioni sub, ob e ad può anche sussistere un'assimilazione totale: questo è testimoniato dalle grafie evolute di alcune parole composte (ad esempio, il composto sub+fero può essere scritto sia subfero sia suffero); questa assimilazione è possibile anche tra parole distinte in sandhi; così, ad fīnēs verrebbe pronunciato o /ɐtˈfiː.neːs/ (assimilazione parziale) o /ɐfˈfiː.neːs/ (assimilazione totale), piuttosto che /ɐdˈfiː.neːs/, ob castra sarebbe letto /ɔpˈkɐs.trɐ/ oppure /ɔkˈkɐs.trɐ/ e sub flūmine /sʊpˈfluː.mɪ.nɛ/ o /sʊfˈfluː.mɪ.nɛ/.

### Versione semplificata
Si può assumere una pronuncia semplificata per la restituta, che si basa sul principio generale di far corrispondere a ciascun grafema un solo fonema, cioè di far corrispondere ad ogni lettera un particolare suono. Questo è vero eccezion fatta per gli allofoni della n, per la doppia natura (aperta o chiusa) della e e della o e per i doppi valori (vocalici e consonantici) della i e della u.
A: /a/; è la semplice a. Esempi: alea /ˈalea/; mālum/malum /ˈmalum/.
B: /b/; è la semplice b. Esempi: bonum /ˈbonum/; ab /ab/.
C: /k/; è la c dura italiana, come in cane. Esempi: cervus /ˈkerwus/; vīcī /ˈwiki/; canis /ˈkanis/.
D: /d/; è la semplice d. Esempi: dulcis /ˈdulkis/; subdūco /subˈduko/.
E: /e/, /ε/; è la semplice e, aperta o chiusa. Esempi: ver /wεr/; elephās /ˈeleɸas/.
F: /f/; è la semplice f. Esempi: fas /fas/; auferō /ˈawfero/.
G: /ɡ/; è la g dura italiana, come in gatto. Esempi: gerere /ˈɡεrere/; gaudeō /ˈɡawdeo/.
H: /h/: è una leggera aspirazione; se intervocalica, tuttavia, l'aspirazione molto probabilmente scompariva. Esempi: hirundō /hiˈrundo/; mihi /ˈmihi/ o /miː/;
I: /i/, /j/; se ad inizio parola seguita da vocale, o se intervocalica, si legge come semiconsonante /j/ (come in jena), altrimenti come i vocalica normale. Esempi: Iūlius /ˈjulius/; ratiō /ˈratio/; videō /ˈwideo/; iniuria /inˈjuria/.
K: /k/; è letta come la C.
L: /l/; è la semplice l. Esempi: lateō /ˈlateo/; alius /ˈalius/.
M: /m/; è la semplice m. Esempi: mātēr /ˈmater/; immō /ˈimmo/.
N: /n/, [ɱ], [ŋ]; se davanti a vocale o consonante dentale (t; d; s; z; l; r) è la /n/ normale di nano (esempi: nūgae /ˈnuɡae/; intereō /inˈtereo/); se davanti a consonante labiodentale (f) diviene la corrispettiva nasale labiodentale (/ɱ/, come in infinito; esempi: infīnitās /iɱˈfinitas/); se davanti a consonante velare (c, k, g) diviene la corrispettiva nasale velare (/ŋ/, come in vinco; esempi: angustus /aŋˈɡustus/).
O: /o/, /ɔ/; è la semplice o, aperta o chiusa. Esempi: ōs /ɔs/; volō /ˈwɔlo/; cano /ˈkano/.
P: /p/; è la semplice p. Esempi: pars /pars/; Appius /ˈappius/.
Q: /k(w)/; come in italiano, è pronunciata come labiovelare, come in quadro. Esempi: quis /kwis/; aqua /ˈakwa/.
R: /r/; è la semplice r. Esempi: rūs /rus/; pariō /ˈpario/.
S: /s/; è la s sorda, come in sole. Esempi: sal /sal/; rosa /ˈrɔsa/.
T: /t/; è la semplice t. Esempi: taurus /ˈtawrus/; catus /ˈkatus/.
V: /u/, /w/; si pronuncia come u semiconsonantica (/w/, come in uovo) dopo la q, se intervocalico, se ad inizio parola e seguito da vocale e come semiconsonante nei dittonghi au ed eu; si legge come vocale (/u/) negli altri casi. Esempi: qui /kwi/; ūva /ˈuwa/; verum /ˈwerum/; aurum /ˈawrum/; cave /ˈkawe/; urbs /urbs/; metuenda /metuˈenda/.
X: /ks/; è la doppia consonante x, come in xilofono. Esempi: dūx /duks/.
Y: /y/; è la u francese o lombarda, come nel francese lune, o come la ü tedesca. Esempi: hypnōsis /hypˈnosis/.
Z: /dz/; è la z sonora di zaino. Esempi: horizōn /hoˈridzon/.
Inoltre:
PH: una aspirata bilabiale sorda /pʰ/ (più tardi, come stadio intermedio prima di /f/, forse anche una fricativa bilabiale /ɸ/). Esempi: philosophia /pʰiloˈsɔpʰia/; Sapphō /ˈsappʰo/.
TH: dentale sorda aspirata /tʰ/. Esempi: thesaurus /tʰeˈsawrus/.
CH: gutturale sorda aspirata /kʰ/. Esempi: Chaos /ˈkʰaos/.
Per quanto riguarda i dittonghi, va ricordato che i digrafemi formati da vocale+i (ei, ui) non sono dittonghi nel latino classico; ad esempio rei si pronuncerà /ˈrε.i/ e non /rεj/; portui sarà /ˈpɔrtu.i/, e non /ˈpɔrtuj/, né /pɔrtwi/); dei dittonghi di questo genere derivati dal greco, gli originali αι /aj/, οι /oj/ e υι /yj/ passano rispettivamente ai dittonghi ae /ae/, oe /oe/ e yi /yj/; mentre ει /eː/ che non è un dittongo passa a ī /iː/.

Dei digrafemi vocale+u, invece, au è sempre dittongo (/aw/), mentre eu, quasi sempre derivato dal greco, è dittongo solo se lo era anche in greco (come in euphōnia /ewˈɸonia/); se invece eu deriva dall'unione tra radice greca e desinenza nominale latina (come in Perseus, radice perse- più desinenza -us) non è dittongo (/ˈperse.us/ e non /ˈpersews/).

Anche ae ed oe (salvo i casi particolari con dieresi, come aër e poëta) sono dittonghi e si pronunciano normalmente /ae/ e /oe/.

## La pronuncia ecclesiastica
La pronuncia ecclesiastica era quella abitualmente in uso nella Chiesa cattolica di rito latino per la propria liturgia, soprattutto prima della riforma voluta dal Concilio Vaticano II che ha introdotto l'uso della lingua volgare nella liturgia cristiana ("introdotto" e non "reintrodotto" perché, sebbene per diversi secoli la liturgia a Roma fosse stata celebrata in greco, l'introduzione del latino non fu, a suo tempo, l'adozione di una lingua del popolo, ma di una lingua standard, già molto diversa da quella effettivamente parlata dal popolo).
Essendo la pronuncia ecclesiastica improntata sul latino volgare parlato in epoche successive alla classicità, essa risulta più variegata e, nel complesso, meno uniforme di quella classica. In linea generale, si può dire che la pronuncia ecclesiastica risenta della fonetica e spesso anche delle convenzioni grafiche delle diverse lingue locali: pertanto il latino letto in Francia suonava molto simile al francese, in Germania al tedesco e naturalmente in Italia all'italiano. In Francia fu fondata una Société des amis de la prononciation française du latin in opposizione alla proposta di adottare la pronuncia italianizzante.
Peraltro, è anche possibile che alcuni fenomeni fonetici presenti in questo sistema di lettura del latino risalgano ad una pronuncia più antica di questa lingua (per esempio la palatalizzazione delle velari che le ha portate a mutarsi in affricate, oppure l'assibilazione di /tj/ seguito da vocale in /t͡sj/).
Lungo i secoli, la pronuncia del latino finì comunque per essere dominata dalla fonologia delle lingue locali, con il risultato di una grande varietà di sistemi di pronuncia.
A causa della centralità di Roma all'interno della Chiesa cattolica, tuttavia, una pronuncia italianizzante del latino fu via via sempre più consigliata: prima di allora, la pronuncia del latino anche nella liturgia cattolico-romana rifletteva la pronuncia del latino utilizzata localmente in altri ambiti (accademico, scientifico, giuridico, etc.). Il papa Pio X nel 1912 raccomandò ai paesi cattolici il mantenimento della pronuncia ecclesiastica del latino nelle scuole, ed anche il suo motu proprio Tra le sollecitudini, del 1903, venne normalmente interpretato come un invito a fare della pronuncia "romana" lo standard del latino per ogni ministro di culto cattolico che celebrasse un atto liturgico, si trattasse della messa, dell'amministrazione di un sacramento o della celebrazione delle ore canoniche. La pronuncia ecclesiastica italianizzante divenne da allora la più diffusa nella liturgia cattolica, e fu anche la pronuncia preferita dai cattolici anche al di fuori della liturgia (sebbene gli studi di Fred Brittain abbiano mostrato che la diffusione di questo tipo di pronuncia non era ancora del tutto consolidata alla fine del XIX secolo). 
La Pontificia accademia di latinità è un organismo della Curia romana che regola autorevolmente l'uso del latino nell'ambito della Chiesa cattolica.
Al di fuori dell'Italia e della liturgia cattolica, la pronuncia ecclesiastica è utilizzata soltanto nel canto corale, che molto spesso ha uno stretto legame con i testi liturgici (sebbene vi siano anche delle eccezioni, come l'Oedipus rex di Stravinskij, che è in latino ma non tratta un tema cristiano). Una pronuncia del latino improntata all'ecclesiastica è stata utilizzata anche nel film La passione di Cristo. Anche le corali della Chiesa anglicana usano spesso la pronuncia ecclesiastica. La ricerca di una resa dei brani musicali filologicamente più attendibile, tuttavia, porta spesso a rivalutare le pronunce regionali del latino, e ad eseguire i testi musicati come li avrebbe pronunciati l'autore o l'esecutore per il quale erano stati scritti.
In Italia, a differenza del resto del mondo (escluse alcune scuole cattoliche all'estero), la pronuncia ecclesiastica è tuttora insegnata nella maggior parte dei licei; essa adotta le seguenti regole:
A: /a/; è la semplice a. Esempi: aqua /ˈakwa/.
B: /b/; è la semplice b. Esempi: bibo /ˈbibo/.
C: /k/, /t͡ʃ/; ha la stessa pronuncia che ha in italiano: se davanti a a, o, u è pronunciata /k/, come la c dura di casa, se davanti a i, e, ae e oe è pronunciata /t͡ʃ/, come la c dolce di cena. Esempi: cervus /ˈt͡ʃɛrvus/; canis /ˈkanis/; caelum /ˈt͡ʃɛlum/.
D: /d/; è la semplice d. Esempi: dolum /ˈdɔlum/.
E: /e/, /ε/; è la semplice e, aperta o chiusa. Esempi: ver /vεr/; elephas /ˈɛlefas/.
F: /f/; è la semplice f. Esempi: fero /ˈfεro/; efficio /efˈfit͡ʃio/.
G: /ɡ/, /d͡ʒ/; ha la stessa pronuncia che ha in italiano: se davanti a a, o, u è pronunciata /ɡ/, come la g dura di ago, se davanti a i, e, ae e oe è pronunciata /d͡ʒ/, la g dolce di gelo. Esempi: gerere /ˈd͡ʒεrere/; gaudeo /ˈɡau̯deo/.
H: muta: non ha suono. Esempi: hirundo /iˈrundo/; mihi /mi(ː)/;
I: /i/, /j/; se ad inizio parola seguita da vocale, o se intervocalica, si legge come semiconsonante /j/ (come in jena), altrimenti come i vocalica normale. Nel gruppo ti+vocale a volte è letta come vocale, altre come semiconsonante. Esempi: Iulius /ˈjuljus/; ratio /ˈratt͡sjo/ o /ˈratt͡sio/; video /ˈvideo/; iniuria /iˈnjurja/.
K: /k/; è la c dura di cane.
L: /l/; è la semplice l. Esempi: lupus /ˈlupus/; alter /ˈalter/.
M: /m/; è la semplice m. Esempi: manus /ˈmanus/; immo /ˈimmo/.
N: /n/, /ɱ/, /ŋ/; se davanti a vocale o a consonante dentale (t; d; s; z; l; r; c /t͡ʃ/; g /d͡ʒ/) è la /n/ normale di nano (esempi: nugae /ˈnud͡ʒe/; intereo /inˈtɛreo/; incido /inˈt͡ʃido/); se davanti a consonante labiodentale (f; v) diviene la corrispettiva nasale labiodentale (/ɱ/, come in infinito; esempi: infinitas /iɱˈfinitas/); se davanti a consonante velare (c /k/, k, g /ɡ/) diviene la corrispettiva nasale velare (/ŋ/, come in vinco; esempi: angustus /aŋˈɡustus/).
O: /o/, /ɔ/; è la semplice o, aperta o chiusa. Esempi: ora /ˈɔra/; volo /ˈvɔlo/; cano /ˈkano/.
P: /p/; è la semplice p. Esempi: Paris /ˈparis/; Alpes /ˈalpes/.
Q: /k(w)/; come in italiano, è pronunciata come labiovelare, come in quadro. Esempi: qua /kwa/.
R: /r/; è la semplice r. Esempi: ros /rɔs/; pirum /ˈpirum/.
S: /s/, /z/; se ad inizio parola o attigua ad una consonante, è la s sorda (/s/, come in sole); se intervocalica o seguita da consonante sonora è la s sonora (z/, come in rosa). Esempi: sal /sal/; rosa /ˈrɔza/; praesto /ˈprɛsto/; Lesbos /ˈlɛzbos/.
T: /t/; è la semplice t. Esempi: timeo /ˈtimeo/; raptatus /rapˈtatus/; per la T seguita da I e un'altra vocale si veda in seguito.
U: /u/, /w/: si pronuncia come u semiconsonantica (/w/, come in uovo) dopo la q e nei dittonghi au ed eu; si legge come vocale (u/) negli altri casi. Esempi: qui /kwi/; uva /ˈuva/; aurum /ˈawrum/; urbs /urbs/.
V: /v/; si pronuncia come semplice v. Esempio: vinum /ˈvinum/.
X: /ks/; è la doppia consonante x, come in xilofono; esempio: rex /rεks/. Normalmente veniva prescritta una pronuncia /ɡz/ quando la consonante si trovasse tra due vocali; esempio: exemplum /eɡˈzεmplum/.
Y: /i/; è letta come semplice i. Esempio: hypnosis /ipˈnɔzis/.
Z: /d͡z/; è la z sonora di zaino. Esempio: horizon /oˈrid͡zon/.
Inoltre:
PH: /f/. Esempi: philosophia /filoˈzɔfja/; Sappho /ˈsaffo/.
TH: /t/. Esempi: thesaurus /teˈzawrus/.
CH: /k/. Esempi: Chaos /ˈkaos/.
GN: /ɲ/; è la gn di ragno. Esempi: gnosco /ˈɲɔsko/; agnus /ˈaɲus/.
TĬ seguito da vocale: /t͡sj/; è la z aspra di pizza seguita da una i semiconsonantica. Esempi: otium /ˈɔt͡sjum/; gratiis /ˈɡrat͡sjis/, lectio /ˈlɛkt͡sjo/, patior /ˈpat͡sjor/. La regola non viene rispettata, e il gruppo TI si pronuncia regolarmente /ti/, quando questo è preceduto da S, X o da un'altra T, quando la I è accentata, e nelle parole di origine greca. Esempi: ostium /ˈɔstjum/, mixtio /ˈmikstjo/, Attius /ˈattjus/, totius /toˈtius/, Critias /ˈkritjas/.
SC: /sk/, /ʃ/; si pronuncia esattamente come in italiano: se davanti a a, o, u è pronunciata /sk/, se davanti a i, e, ae e oe è pronunciata /ʃ/, come la sc molle di sciare. Esempi: scio /ˈʃio/.
AE e OE: /ε/, /e/. Esempi: caelum /ˈt͡ʃɛlum/; poena /ˈpɛna/.
Per quanto concerne i dittonghi, anche i grafemi vocale+i (ei, ui) vengono usualmente letti nell'ecclesiastico come dittonghi: rei si pronuncerà /rεj/ e portui sarà /ˈpɔrtui/ o anche /ˈpɔrtwi/; per quanto riguarda yi, esso è pronunciato come semplice i allungata (/iː/).

Come per la pronuncia classica, dei digrafemi vocale+u, au è sempre dittongo (/au̯/), mentre eu, quasi sempre derivato dal greco, è dittongo solo se lo era anche in greco, altrimenti no.

I dittonghi ae ed oe (salvo i casi particolari con dieresi, come aër e poëta), come abbiamo accennato, si leggono come i fonemi della e.

## Pronuncia classica ed ecclesiastica a confronto
La seguente tabella confronta le due pronunce.
| Lettera | Pronuncia classica | Pronuncia ecclesiastica                      |
| ------- | ------------------ | -------------------------------------------- |
| A       | [ɐ]                | /a/                                          |
| A       | /aː/               | /a/                                          |
| B       | /b/                | /b/                                          |
| C       | /k/                | /k/, /t͡ʃ/                                    |
| D       | /d/                | /d/                                          |
| E       | [e] ~ /ε/          | /e/, /ε/                                     |
| E       | [eː] ~ /εː/        | /e/, /ε/                                     |
| F       | /f/                | /f/                                          |
| G       | /ɡ/                | /ɡ/, /d͡ʒ/                                    |
| H       | /h/, muta          | muta                                         |
| I       | [ɪ]                | /i/, /j/ (lettera I, i)                      |
| I       | /iː/               | /i/, /j/ (lettera I, i)                      |
| I       | /j/, /jː/          | /j/ (lettera J, j)                           |
| K       | /k/                | /k/                                          |
| L       | /l/, /ɫ/           | /l/                                          |
| M       | /m/                | /m/, /ɱ/                                     |
| N       | /n/, [ɱ], [ŋ]      | /n/, [ɱ], [ŋ]                                |
| O       | [o]~/ɔ/            | [o]~/ɔ/                                      |
| O       | [oː]~/ɔː/          | [o]~/ɔ/                                      |
| P       | /p/                | /p/                                          |
| QV      | /kw/               | /k(w)/                                       |
| R       | /r/, /rː/          | /r/, /rː/                                    |
| S       | /s/ (/z/)          | /s/, /z/                                     |
| T       | /t/                | /t/                                          |
| T(I)    | /t/                | /t/, /t͡s/                                    |
| V       | [ʊ]                | /u/ e /w/ (lettera U, u)                     |
| V       | /uː/               | /u/ e /w/ (lettera U, u)                     |
| V       | /w/                | /v/ (lettera V, v)                           |
| X       | /ks/               | /ks/, /ɡz/                                   |
| Y       | /yː/, /ʏ/          | /i/                                          |
| Z       | /dz/-/z/           | /d͡z/, /t͡s/                                   |
| AE      | /aɛ̯/               | /e/, /ε/                                     |
| AË      | /ae/               | /ae/ (solo se lo iato è marcato con dieresi) |
| OE      | /ɔɛ̯/               | /e/, /ε/                                     |
| OË      | /oe/               | /oe/ (solo se lo iato è marcato con dieresi) |
| AU      | /aʊ̯/               | /aw/                                         |
| CH      | /kʰ/               | /k/                                          |
| PH      | /pʰ/ (/ɸ/, /f/)    | /f/                                          |
| TH      | /tʰ/               | /t/                                          |
| GN      | /ɡn/-/ŋn/          | /ɲ/                                          |
| SC      | /sk/               | /sk/, /ʃ/                                    |

Riassumendo le differenze:
- h, che probabilmente in epoca classica si rendeva con un'aspirazione (il grafema, infatti, deriva dal grafema fenicio indicante l'aspirazione), viene generalmente omessa nel latino ecclesiastico;
- c e g in origine indicavano sempre rispettivamente i suoni /k/ e /ɡ/, poi nel latino ecclesiastico andarono ad indicare non solo /k/ e /ɡ/, ma anche rispettivamente /t͡ʃ/ e /d͡ʒ/ davanti alle lettere e ed i (pronunciata sempre, anche se consonantizzata: dulcia si legge /ˈdulkia/ nella pronuncia restituta e /ˈdult͡ʃja/ o /ˈdult͡ʃia/ - ma non /ˈdult͡ʃa/ - nella pronuncia ecclesiastica), oltre che davanti ai dittonghi oe ed ae;
- s in latino classico era sempre /s/, sorda, poi cominciò, in posizione intervocalica, a mutarsi in /z/, sonora, pur mantenendo il suo suono originario ad inizio parola e vicino ad altre consonanti (rosa: class. /ˈrɔsa/, eccl. /ˈrɔza/; sol: /sol/ in ambedue le pronunce);
- x nel latino classico si pronunziava sempre /ks/; nella pronunzia ecclesiastica iniziò ad introdursi la dizione /gz/ per la posizione intervocalica;
- i digrammi ph, th e ch derivano dalla traslitterazione delle lettere aspirate greche; il primo, originariamente pronunciato /pʰ/, divenne col tempo, probabilmente attraverso /ɸ/, /f/ (philosophia, in classico /pʰiloˈsɔpʰia/, in ecclesiastico /filoˈzɔfja/); il secondo era pronunciato /tʰ/, poi passato alla semplice /t/ (Thule: class. /ˈtʰule/, eccl. /ˈtule/); il terzo era invece pronunciato /kʰ/, per poi passare semplicemente a /k/ (Christus: class. /ˈkʰristus/, eccl. /ˈkristus/).
- ti seguito da vocale suonava /ti/ in epoca classica, poi passò a /tj/ e poi ancora a /t͡sj/ (ratio: class. /ˈratio/, eccl. /ˈrat͡sjo/), tranne, come detto sopra, quando le regole ortoepiche della pronuncia ecclesiastica prescrivevano di rendere il gruppo ti con la vocale dentale sorda e non con la fricativa (quando la i è una vocale lunga, come nel genitivo totius, quando la t è preceduta da s, t o  x come in Ostia, Attius o mixtio o nelle parole di origine greca come Boeotia);
- gn, pronunciato /ɡn/ in epoca classica, divenne poi /ɲ/ (gnosco: class. /ˈ(ɡ)noːskoː/, eccl. /ˈɲɔsko/);
- sc, sempre /sk/ in epoca classica, è poi passato a /ʃ/ davanti a i ed e.
- y, pronunciato /y/ nel latino classico, mutò poi (come anche la corrispondente lettera greca) in una semplice /i/.
- I dittonghi ae ed oe, pronunciati /aɛ/ e /ɔɛ/ nel latino classico, subiscono monottongazione e si pronunciano /ε/ o /e/.
- /j/ (come iena) nel latino classico veniva usato per pronunciare le "i" ad inizio parola seguite da vocale oppure quelle intervocaliche (ius /jus/, peius /ˈpɛjus/); nel latino ecclesiastico spesso si utilizza la lettera J per questo fonema se ad inizio parola (Iulius divenne Julius) oppure si mantiene il grafema i; inoltre nell'ecclesiastico il fonema /j/ può essere usato anche per pronunciare le i seguite da vocale ma precedute da consonante, che nel classico erano invece probabilmente lette come /i/ vocaliche (orior, class. /ˈɔrior/, eccl. /ˈɔrjor/ o /ˈorior/);
- /w/ era molto frequente nel latino classico, ma man mano, ad inizio parola o intervocalico, mutò in /v/, tanto che più tardi, nel Rinascimento, si decise introdurre il segno v per differenziare graficamente il suono vocalico da quello consonantico.